# Sentrumsalliansen
Sentrumsalliansen är ett norskt politiskt parti som bildades i Bergen 2007 som en utbrytare ur Arbeiderpartiet. Partiet ställer upp i val till Stortinget för första gången vid Stortingsvalet 2009.